# Iglesias (Italia)
Iglesias (topónimo de origen español; en sardo: Igrèsias o Bidd'e crèsia, literalmente "pueblo de la iglesia") es un municipio de Italia perteneciente a la provincia de Cerdeña del Sur, en la región de Cerdeña. Un importante centro minero, cuenta con una población de 26 784 habitantes.

## Historia antigua y medieval
La historia antigua del territorio de Iglesias es caracterizada por muchas sucesiones de poblaciones que se insertaron cerca de las áreas de las minas de plata y de plomo plateado. Es notorio que los fenicios, grandes navegantes, han colonizado mucha parte de las orillas del Mediterráneo. También la isla de Cerdeña fue objeto de esa actividad, convirtiéndose en una porción de la "talasocracia" fenicia (nombre derivado por el griego θάλασσα = mar, y κράτος = poder del gobierno). Sin embargo, en el territorio que pertenece a la ciudad no hay evidencias arqueológicas que puedan permitir identificar una antigua colonización fenicia; pero, la proximidad de la ciudad actual a un sitio importante como la fortaleza fenicio-púnica de Monte Sirai permite de pensar en una frecuentación del territorio.
Después de la conquista romana de la isla de Cerdeña (entre los años 238-218), la explotación de las minas fue desarrollada por los nuevos señores. Las localidades interesadas fueron las de Monteponi, de Malacalzetta, de San Juan y de San Jorge en Gonnesa. Próximamente al actual pueblo de Fluminimaggiore fueron descubiertos algunos lingotes de plomo: sobre ellos hay una escrita en latín, la que permite de poner una fecha a la edad de su producción. La escrita mencionada es: Imp(eratoris) Caes(aris) Hadr(iani) Aug(usti), por lo tanto el imperador Adriano.
Después del año 455 (saqueo de Roma), los vándalos conquistaron también la isla de Cerdeña. No se sabe nada sobre el efecto de esa dominación en el territorio de Iglesias. El periodo de los vándalos tuvo una vida corta. Ya en el 534, de hecho, los bizantinos, bajo el comando del general Flavio Belisario, han reconquistado todos los territorios vandálicos, y también la isla de Cerdeña se unió al imperio de Justiniano. El período bizantino duró varios siglos, dejando una huella cultural importante en toda la isla. Las redadas de los moros, las dificultades de la navegación en la Edad Media y otras causas han producido la falta de contacto entre los nobles bizantinos y la capital del imperio. Por lo tanto, tal vez al principio del siglo XI, nacieron realidades autónomas llamada "Juzgados" (fueron cuatro: los de Cáller, los de Arborea, los de Torres y los de Gallura). La ciudad de Iglesias, en ese momento un pequeño pueblo bizantino, fue insertada en el territorio administrativo de la Curadoria del Sigerro.
En el año 1258 hay la fin del Juzgado de Cáller, conquistado por una alianza del nobles pisanos con el Juzgado de Arborea. El antiguo territorio juzgal fue dividido entre los ganadores, y la parte de Iglesias, en ese momento llamada Villa Ecclesiae (en latín), cayó al destino del conde Ugolino de la Gherardesca. Bajo su gobierno, la ciudad fue fortificada, y la explotación de las minas fue mejorada. Probablemente es en ese momento que fue redactada la primera versión del documento jurídico más importante de la ciudad (y entre los más importantes para la historia del derecho medieval): el Breve di Villa di Chiesa.

## Lugares de interés

### Religiosos
- Catedral de Santa Chiara, de comienzos del siglo XIII, y estilo románico-gótico.
- Iglesia de San Francesco, del siglo XV, de estilo gótico.
- Iglesia de la Madonna delle Grazie, probablemente fundada sobre un antiguo templo romano dedicado a Saturno.
- Iglesia de la Purissima (dentro de la cual hay hay ocho candeleros monumentales, utilizados para la Fiesta de la Virgen Asunta el 15 de agosto).
- Iglesia del Santísimo Salvador, construida entre los siglos VIII y X.
- Iglesia de San Antonio Abad, del siglo XI.
- Iglesia de Valverde.
- Iglesia de San Miguel (Archicofradía de la Virgen de la piedad de la Montaña Sagrada)

### Mineros
- Museo Mineralógico Sardo.
- Museo del arte Minero.

### Otros
- Fortaleza de San Guantino (también llamada "Castillo Salvaterra).
- Jardín Montano Linasia

## Demografía
| Gráfica de evolución demográfica de Iglesias entre 1861 y 2001 |
|                                                                |
| Fuente ISTAT - Elaboración gráfica de Wikipedia                |

## Transporte
La ciudad tiene una estación de trenes situada cerca del centro. Varias líneas de autobuses urbanos de Arst dan servicio a la ciudad.

## Ciudades hermanadas
- Oberhausen (Alemania, 2002)
- Pisa (Italia, 2009)